# Чечено-Ингушская Автономная Советская Социалистическая Республика
Чече́но-Ингу́шская Автоно́мная Сове́тская Социалисти́ческая Респу́блика (чечен. Нохч-ГӀалгӀайн Автономний Советский Социалистический Республика, ингуш. Нохч-Гӏалгӏай Автономний Советский Социалистический Республика), или сокращённо Чечено-Ингушская АССР — административно-территориальная единица РСФСР, существовавшая с 1936 по 1944 год и с 1957 по 1993 год.
Столица — город Грозный.

## История

### Создание республики
5 декабря 1936 года c принятием новой сталинской конституции СССР Чечено-Ингушская автономная область была выведена из состава Северо-Кавказского края и преобразована в Чечено-Ингушскую АССР.

### Великая Отечественная война
С 24 июня по 10 июля 1941 года более 17 тысяч жителей республики записались в народное ополчение, из них около 10 тысяч составляли вайнахи. На территории Чечено-Ингушетии были сформированы 317-я стрелковая дивизия и 114-й чечено-ингушский кавалерийский дивизион на 80 % состоявший из горцев (в составе 4-го казачьего кавалерийского корпуса под командованием генерала Кириченко). Эти воинские формирования сражались на моздокско-малгобекском направлении. Помимо упомянутых, в республике также были сформированы 242-я горнострелковая дивизия, 16-я сапёрная бригада, 4-я маневренно-воздушная бригада, автобатальон, стрелковая маршевая дивизия, несколько резервных подразделений.
С ноября 1941 года в Грозном шло формирование 114-й Чечено-Ингушской кавалерийской дивизии. В дивизию записалось на 600 человек больше добровольцев, чем полагалось по штату. Однако завершить её формирование не удалось: в начале 1942 года был издан секретный приказ о прекращении призыва чеченцев и ингушей в действующую армию и о ненаграждении отличившихся бойцов из их числа. С просьбой к правительству набрать из числа жителей Чечено-Ингушетии добровольцев обратилась группа чеченских и ингушских офицеров. В 1942 году на базе дивизии был сформирован 255-й отдельный Чечено-Ингушский кавалерийский полк, который принял участие в Сталинградской битве.
В конце августа 1942 года войска вермахта (группа армий «А») вышли на рубеж Прохладный — Моздок — Ищёрская, захватив небольшую часть Малгобекского района. 3 января 1943 года в ходе Моздок-Малгобекской операции территория республики была полностью очищена от фашистов. Сразу же началось восстановление промышленного потенциала республики. В 1944—1945 годах была восстановлена бо́льшая часть нефтепромыслов демонтированных для эвакуации и промышленных предприятий. За годы войны грозненцы добыли более 5 млн тонн нефти, а заводы выработали миллионы тонн нефтепродуктов. В 1944 году был достигнут довоенный уровень развития энергетического хозяйства.
За подвиги, совершённые во время войны, 36 выходцев из Чечено-Ингушетии были удостоены звания Героя Советского Союза.
С другой стороны, в республике были сильны антисоветские настроения, используя которые забрасываемая в советский тыл немецкая агентура пыталась поднять на территории ЧИАССР восстание и тем самым облегчить себе успех в наступлении на Кавказ. Массовое восстание немцам и их агентам поднять не удалось. Только один размещённый на территории Чечено-Ингушской АССР 141-й стрелковый полк внутренних войск НКВД провёл 413 боевых операций, ликвидировал 9 НВФ, уничтожил 529 и захватил 632 боевика, потеряв в боях 65 человек убитыми и 28 ранеными.
Однако уровень сепаратизма в республике не превышал аналогичных показателей в соседних регионах. В августе 1943 года на всём Северном Кавказе действовало 156 незаконных вооружённых формирований, состоявших из 3485 человек. В том числе: в Чечено-Ингушетии — 44 (300 участников), в Кабардино-Балкарии — 47 (900 участников), в Дагестане — 1500 участников, тысяча дезертиров и 800 человек, уклоняющихся от мобилизации. В Северной Осетии за три года войны — 4366 дезертиров, 862 случая уклонения от службы, также активизировались «политбанды» и диверсанты абвера. С начала войны до второй половины 1944 года по Северному Кавказу было отмечено 49 362 случая дезертирства, из них по Краснодарскому краю 23 711 случай, по Ставропольскому краю — 10 546, по Чечено-Ингушетии — 4441, по Северной Осетии — 4366.

#### В тылу
С началом войны промышленность республики была переведена на выпуск военной продукции. 18 предприятий Грозного изготавливали миномёты различных модификаций. Работники Грозненского научно-исследовательского института (ГрозНИИ) наладили производство горючей смеси для борьбы с танками. Грозненский нефтеперерабатывающий завод № 2, благодаря разработкам ГрозНИИ, смог наладить выпуск лучших марок авиабензина, выполнить годовой план на 1,5 месяца раньше срока и увеличить выпуск продукции на 25 %. Многие нефтяники выполняли план на 200—300 %. На заводе «Красный молот» на оборудовании, которое ещё не успели эвакуировать, ремонтировали танки, бронепоезда, другую боевую технику. Нефтеперерабатывающие заводы снабжали фронт горючим и смазочными материалами. К концу года предприятия республики выпускали 90 видов военной продукции. Швейные фабрики шили одежду для солдат и офицеров. Консервные заводы увеличили выпуск овощных консервов и пищевых концентратов для Красной армии.
Грозный занял второе место в стране по нефтедобыче после Баку, практически равное по нефтепереработке и первое по производству авиационного бензина. В 1941 году в СССР было добыто 31 млн тонн нефти, из них 23 — в Азербайджане, 4 млн тонн — в Чечено-Ингушетии, а остальное — на мелких месторождениях СССР. В Грозном перерабатывалась не только нефть, добытая в республике, но и поставляемая из других регионов, в том числе и Баку. При этом привозная нефть перерабатывалась в бензин А-76 для автотранспорта, а для выработки авиабензина использовалась исключительно нефть добытая в республике. Практически вся истребительная авиация СССР использовала грозненский авиабензин.

### Депортация чеченцев и ингушей
В феврале 1944 года чеченцы и ингуши были обвинены в коллаборационизме и депортированы в Казахстан и Киргизию (операция «Чечевица»). 23 февраля 1944 года указом Президиума Верховного Совета СССР Чечено-Ингушская АССР была упразднена. Южная часть ЧИ АССР была передана в состав Грузинской ССР (в частности, современный Итум-Калинский район Чечни и высокогорная часть современной Ингушетии). В состав Дагестанской АССР были включены следующие районы упразднённой республики: Веденский Ножай-Юртовский, Саясановский, Чеберлоевский, а также Курчалоевский и Шаройский районы, за исключением северо-западной части этих районов, и восточная часть Гудермесского района. На остальной части и был образован Грозненский округ в составе Ставропольского края. Однако уже 22 марта по решению Президиума Верховного Совета РСФСР округ был также упразднён, и данная часть бывшей территории республики стала Грозненской областью РСФСР. 25 июня 1946 года Верховный Совет РСФСР утвердил упразднение ЧИАССР, а 13 марта 1948 года исключил упоминание о ней из статьи 14 Конституции РСФСР 1937 года. 25 февраля 1947 года упоминание об автономии было исключено Верховным Советом СССР из ст. 22 Конституции СССР.

### Восстановление республики
9 января 1957 года указами Президиумов Верховных Советов СССР и РСФСР Чечено-Ингушская АССР была восстановлена, причём в существенно больших границах, чем при упразднении; в её составе остались переданные в 1944 году из Ставропольского края в Грозненскую область Наурский и Шелковской районы с преобладающим русским населением, но при этом ей не был возвращён Пригородный район, оставшийся в Северной Осетии. Площадь республики после восстановления составляла 19 300 км².
11 февраля 1957 года Верховный Совет СССР утвердил указ своего Президиума от 9 января и вернул в ст. 22 Конституции СССР упоминание об автономии.

### 1950-е — 1980-е годы
В августе 1958 года в Грозном произошли массовые беспорядки, поводом для которых послужило убийство на бытовой почве.
В 1973 году (16-19 января) состоялся митинг ингушей в Грозном с требованиями справедливо решить вопрос территориальной реабилитации ингушского народа, в частности вернуть отторгнутый в 1944 году Пригородный район, где большинство населения составляли ингуши. Митинг был разогнан войсками с применением водомётов. Затем было принято постановление ЦК КПСС «Об антиобщественных националистических проявлениях в г. Грозном». В республику выехала группа работников ЦК КПСС и Совета министров РСФСР. После возвращения группы в Москву отдел пропаганды ЦК КПСС и отдел организационно-партийной работы ЦК КПСС подготовили специальный отчет, 13 марта 1973 года принято постановление Центрального Комитета КПСС «Об антиобщественных националистических проявлениях в г. Грозном», в котором митингу дана крайне негативная оценка. Следуя партийной дисциплине, Чечено-Ингушский обком КПСС подготовил «Информацию» о событиях 16-19 января 1973 года, которая зачитывалась на партийных собраниях и совещаниях в трудовых коллективах, была разослана по всем первичным организациям.
В 1982 году на Лейпцигской ярмарке в рамках выставочного комплекса СССР был впервые представлен павильон Чечено-Ингушетии. Четыре экспоната, изготовленные в республике, удостоились медалей ярмарки. Золотыми медалями были отмечены ковры Грозненского текстильно-галантерейного объединения и комплекс испытательного оборудования для нефтяных и газовых пластов.

### Распад Чечено-Ингушской АССР
27 ноября 1990 года Верховный Совет Чечено-Ингушской АССР принял декларацию о государственном суверенитете Чечено-Ингушской Республики, а 24 мая 1991 года согласно поправкам в ст. 71 Конституции РСФСР автономная республика стала называться Чечено-Ингушской ССР. Данное решение до распада СССР (декабрь 1991) не согласовывалось со ст. 85 Конституции СССР, которая сохраняла наименование Чечено-Ингушская АССР.
8 июня 1991 года по инициативе Джохара Дудаева в Грозном собралась часть делегатов Первого чеченского национального съезда, которая провозгласила себя Общенациональным конгрессом чеченского народа (ОКЧН). Вслед за этим была провозглашена Чеченская Республика (Нохчи-чо), а руководители Верховного Совета республики были объявлены «узурпаторами».
В июле в Шелковском районе вспыхнул конфликт между кумыками и чеченцами, едва не переросший в вооружённое противостояние. Председатель Верховного Совета республики Доку Завгаев уговаривал чеченских старейшин не допустить массового кровопролития. В тот раз конфликт удалось предотвратить — на совете старейшин было принято решение прекратить акции мести по отношению к кумыкам.
События 19-21 августа 1991 года в Москве стали катализатором социально-политического взрыва в Чечено-Ингушетии. Организатором и руководителем массового движения стал Исполком ОКЧН во главе с Джохаром Дудаевым. После провала и самороспуска ГКЧП Исполком ОКЧН и организации национал-радикального толка выступили с требованием отставки Верховного Совета ЧИАССР и проведения новых выборов. 1-2 сентября 3-я сессия ОКЧН объявила Верховный Совет автономной республики «низложенным» и передала всю власть в чеченской части республики Исполкому ОКЧН.
6 сентября 1991 года Дудаев объявил о роспуске республиканских структур власти. Вооруженные сторонники ОКЧН заняли здание телецентра и Дом радио, взяли штурмом Дом политического просвещения, где шло заседание Верховного Совета. В этот день Верховный совет собрался в полном составе, для консультаций на него были приглашены главы местных советов, духовенство, руководители предприятий. Джохар Дудаев, Яраги Мамадаев и другие руководители ОКЧН приняли решение взять здание штурмом. Штурм начался в 16-17 часов вечера, минут через 15-20 после того, как московские эмиссары — среди них был и член Верховного совета РСФСР Асламбек Аслаханов — покинули здание. Более 40 депутатов парламента были избиты, а председателя горсовета Грозного Виталия Куценко сепаратисты выбросили из окна, а потом добили в больнице. Доку Завгаев ушел в отставку с поста председателя Верхового Совета автономной республики под давлением митингующих.
15 сентября в Грозный прилетел исполняющий обязанности Председателя Верховного Совета РСФСР Руслан Хасбулатов. Под его руководством в отсутствие кворума прошла последняя сессия Верховного Совета республики, на которой депутаты приняли решение о самороспуске парламента. В результате переговоров между Русланом Хасбулатовым и лидерами Исполкома ОКЧН в качестве временного органа власти на период до выборов (назначенных на 17 ноября) был сформирован Временный Высший Совет ЧИАССР (ВВС) из 32 депутатов, сокращённый вскоре до 13 депутатов, затем — до 9.
Председателем Временного Высшего Совета ЧИАССР был избран заместитель председателя Исполкома ОКЧН Хусейн Ахмадов, заместителем председателя ВВС — помощник Хасбулатова Юрий Чёрный.
К началу октября 1991 года во ВВС возник конфликт между сторонниками Исполкома ОКЧН (4 члена во главе с Хусейном Ахмадовым) и его противниками (5 членов во главе с Юрием Чёрным). Хусейн Ахмадов от имени всего ВВС издал ряд законов и постановлений, создававших правовую базу для деятельности Исполкома ОКЧН в качестве высшего органа власти, а 1 октября объявил о разделении Чечено-Ингушской Республики на независимую Чеченскую Республику (Нохчи-чо) и Ингушскую автономную республику в составе РСФСР. Согласно ст. 104 Конституции РСФСР принятие решения о разделении республики находилось в исключительном ведении Съезда народных депутатов РСФСР.
5 октября семеро из девяти членов ВВС приняли решение о смещении Х. Ахмадова и об отмене незаконных актов. В тот же день Национальная гвардия Исполкома ОКЧН захватила здание Дома профсоюзов, в котором заседал ВВС, а также захватила здание КГБ Чечено-Ингушской АССР, ранив подполковника КГБ Аюбова. 6 октября Исполком ОКЧН объявил о роспуске ВВС («за подрывную и провокационную деятельность») и принял на себя функции «революционного комитета на переходный период со всей полнотой власти». На следующий день Временный Высший Совет принял решение о возобновлении деятельности в полном составе (32 депутата). Председателем ВВС был избран юрист Бадруддин Бахмадов.
8 октября Президиум Верховного Совета РСФСР объявил Временный Высший Совет единственным законным органом государственной власти на территории Чечено-Ингушетии впредь до избрания нового состава Верховного Совета автономии, который так и не будет избран.
27 октября 1991 года под контролем сторонников исполкома ОКЧН были проведены выборы президента и парламента Чеченской Республики (Нохчи-чо). Не признали результаты выборов Совет министров Чечено-Ингушетии, руководители предприятий и ведомств, руководители ряда районов автономной республики. 2 ноября 1991 года Съездом народных депутатов РСФСР эти выборы были признаны незаконными. Структуры законной власти сохранялись ещё несколько месяцев после сентябрьского переворота ОКЧН. Так, милиция и КГБ ЧИАССР были упразднены лишь к концу 1991 года. Прокурора республики Александра Пушкина, назвавшего действия Дудаева незаконными, мятежники схватили и неделю продержали в подвале.
7 ноября издан указ президента РСФСР о введении чрезвычайного положения на территории Чечено-Ингушетии, однако практические меры по его реализации провалились — приземлившиеся на аэродроме в Ханкале два самолёта со спецназом были блокированы сторонниками чеченской независимости. Лидеры оппозиционных партий и движений заявили о поддержке президента Дудаева и его правительства, взявшего на себя миссию защиты независимости Чечни. Временный Высший Совет и его ополчение распались в первые дни кризиса.
8 ноября чеченские гвардейцы блокировали здания МВД и КГБ, а также военные городки. В блокаде использовались мирные жители и бензовозы.
11 ноября Верховный Совет РСФСР отказался утвердить указ президента Ельцина о введении чрезвычайного положения в Чечено-Ингушетии.
30 ноября — 1 декабря 1991 г. в трех ингушских районах Чечено-Ингушетии — Малгобекском, Назрановском и Сунженском — прошел референдум «О создании Ингушской Республики в составе РСФСР с возвратом незаконно отторгнутых ингушских земель и со столицей в г. Владикавказ». В референдуме участвовали 75 % ингушского населения, 90 % высказались «за».
Ингушская Республика (впоследствии переименованная в Республику Ингушетия) после распада СССР и Чечено-Ингушской АССР взяла курс на лояльность России, в то время как Чеченская Республика Ичкерия, которую в июне 1991 года возглавил в качестве председателя исполкома ОКЧН Джохар Дудаев, объявила о выходе из состава России. До начала Первой чеченской войны в декабре 1994 года она пользовалась фактической независимостью. Конституция ЧРИ была принята парламентом самопровозглашенной республики 2 марта 1992 года и отменяла собой действие конституции ЧИАССР 1978 года.
16 мая 1992 года, согласно поправке в Конституцию РСФСР, фактически распавшаяся Чечено-Ингушская ССР получила наименование Чечено-Ингушская Республика.
4 июня 1992 года Верховным Советом РФ был принят Закон «Об образовании Ингушской Республики в составе Российской Федерации». Создание республики было внесено на утверждение Съезда народных депутатов Российской Федерации. 10 декабря 1992 года Съезд народных депутатов своим постановлением утвердил образование Ингушской Республики и внёс соответствующую поправку в Конституцию РСФСР 1978 г.: Чечено-Ингушетия была разделена на Ингушскую Республику и Чеченскую Республику (граница между которыми оставалась неутвержденной до сентября 2018 года). Данная поправка была опубликована 29 декабря 1992 года в «Российской газете» и вступила в силу 9 января 1993 года по истечении 10 дней со дня официального опубликования.

## Административное деление

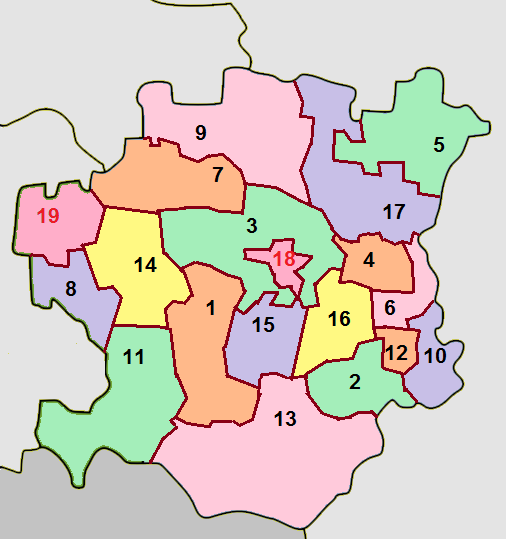
Административное деление Чечено-Ингушской АССР в 1958 году
Районы с их административными центрами: 1.-Ачхой-Мартановский — с. Ачхой-Мартан,
2.-Веденский — с. Ведено,
3.-Грозненский — г. Грозный,
4.-Гудермесский — с. Гудермес,
5.-Каргалинский — ст-ца Каргалинская
6.-Курчалоевский — с. Курчалой
7.-Надтеречный — ст-ца Надтеречная,
8.-Назрановский — с. Назрань,
9.-Наурский — ст-ца Наурская,
10.-Ножай-Юртовский — с. Ножай-Юрт,
11.-Первомайский — с. Первомайское,
12.-Саясановский — с. Саясан,
13.-Советский — с. Советское,
14.Сунженский — ст-ца Орджоникидзевская,
15.-Урус-Мартановский — c. Урус-Мартан,
16.-Шалинский — c. Шали,
17.-Шелковский — ст-ца Шелковская.
Города республиканского подчинения: 18.-Грозный, 19.-Малгобек.

После преобразования Чечено-Ингушской АО в Чечено-Ингушскую АССР в состав республики входил 1 город областного подчинения Грозный и 24 района.
После упразднения АССР в 1944 году, в рамках Грозненской области, путём разукрупнения Надтеречного и Гудермесского районов были созданы Горагорский и Новогрозненский районы, ликвидированные в 1951 году.
После восстановления Чечено-Ингушской АССР 11 февраля 1957 года в её состав вошли 2 города республиканского подчинения (Грозный и Малгобек) и 16 районов.
По состоянию на 30 января 1958 года Чечено-Ингушская АССР делилась на 2 города республиканского подчинения (Грозный и Малгобек) и 17 районов:
1. Ачхой-Мартановский — с. Ачхой-Мартан,
2. Веденский — с. Ведено,
3. Грозненский — г. Грозный,
4. Гудермесский — с. Гудермес,
5. Каргалинский — ст-ца Каргалинская
6. Курчалоевский — с. Курчалой
7. Надтеречный — ст-ца Надтеречная,
8. Назрановский — с. Назрань,
9. Наурский — ст-ца Наурская,
10. Ножай-Юртовский — с. Ножай-Юрт,
11. Первомайский — с. Первомайское,
12. Саясановский — с. Саясан,
13. Советский — с. Советское,
14. Сунженский — ст-ца Орджоникидзевская,
15. Урус-Мартановский — c. Урус-Мартан,
16. Шалинский — c. Шали,
17. Шелковский — ст-ца Шелковская.

По состоянию на 1990 год в состав республики входили 5 городов республиканского подчинения:
- Грозный
- Гудермес
- Назрань
- Малгобек
- Аргун

и 15 районов:
1. Ачхой-Мартановский — с. Ачхой-Мартан
2. Веденский — с. Ведено
3. Грозненский — г. Грозный
4. Гудермесский — с. Гудермес
5. Итум-Калинский — с. Итум-Кали
6. Малгобекский — г. Малгобек
7. Надтеречный — с. Знаменское
8. Назрановский — г. Назрань
9. Наурский — ст-ца Наурская
10. Ножай-Юртовский — с. Ножай-Юрт
11. Сунженский — ст-ца Орджоникидзевская
12. Урус-Мартановский — г. Урус-Мартан
13. Шалинский — г. Шали
14. Шатоевский — с. Шатой
15. Шелковский — ст-ца Шелковская

## Население
Динамика численности населения республики:
| Год  | Население, чел. | Источник           |
| ---- | --------------- | ------------------ |
| 1939 | 697 009         | Перепись 1939 года |
| 1959 | 710 424         | Перепись 1959 года |
| 1970 | 1 064 471       | Перепись 1970 года |
| 1979 | 1 153 450       | Перепись 1979 года |
| 1989 | 1 275 513       | Перепись 1989 года |

Национальный состав Чечено-Ингушской АССР
| Народ              | 1959, тыс. чел. | 1970, тыс. чел. | 1979, тыс. чел. | 1989, тыс. чел. |
| ------------------ | --------------- | --------------- | --------------- | --------------- |
| чеченцы            | 244,0 (34,3 %)  | 508,9 (47,8 %)  | 611,4 (52,9 %)  | 734,5 (57,8 %)  |
| русские            | 348,3 (49,0 %)  | 367,0 (34,5 %)  | 336,0 (29,1 %)  | 293,8 (23,1 %)  |
| ингуши             | 48,3 (6,8 %)    | 113,7 (12,0 %)  | 134,7 (11,7 %)  | 163,8 (12,9 %)  |
| армяне             | 13,2 (1,9 %)    | 14,5 (1,4 %)    | 14,6 (1,3 %)    | 14,8 (1,2 %)    |
| украинцы, белорусы | 8,7 (1,9 %)     | 9,0 (1,2 %)     | 10,8 (1,0 %)    | 12,6 (1,0 %)    |
| кумыки             | 5,7 (1,9 %)     | 7,0 (1,2 %)     | 7,8 (1,0 %)     | 8,6 (1,0 %)     |
| аварцы, ахвахцы    | 1,7 (1,9 %)     | 2,7 (1,2 %)     | 3,0 (1,0 %)     | 4,6 (1,0 %)     |
| ногайцы            | 1,7 (1,9 %)     | 2,7 (1,2 %)     | 2,0 (1,0 %)     | 3,6 (1,0 %)     |
| осетины            | 0,3 (1,9 %)     | 0,6 (1,2 %)     | 1,1 (1,0 %)     | 1,3 (1,0 %)     |
| евреи              | 13,7 (1,9 %)    | 12,7 (1,2 %)    | 12,0 (1,0 %)    | 1,0 (1,0 %)     |
| грузины            | 1,2 (1,9 %)     | 2,6 (1,2 %)     | 2,0 (1,0 %)     | 0,5 (1,0 %)     |

## В культуре
В репертуаре вокально-инструментального ансамбля «Зама» (с чеч. — «Время») под руководством Али Димаева была песня «Моя Чечено-Ингушетия».

### В филателии

Почтовые марки
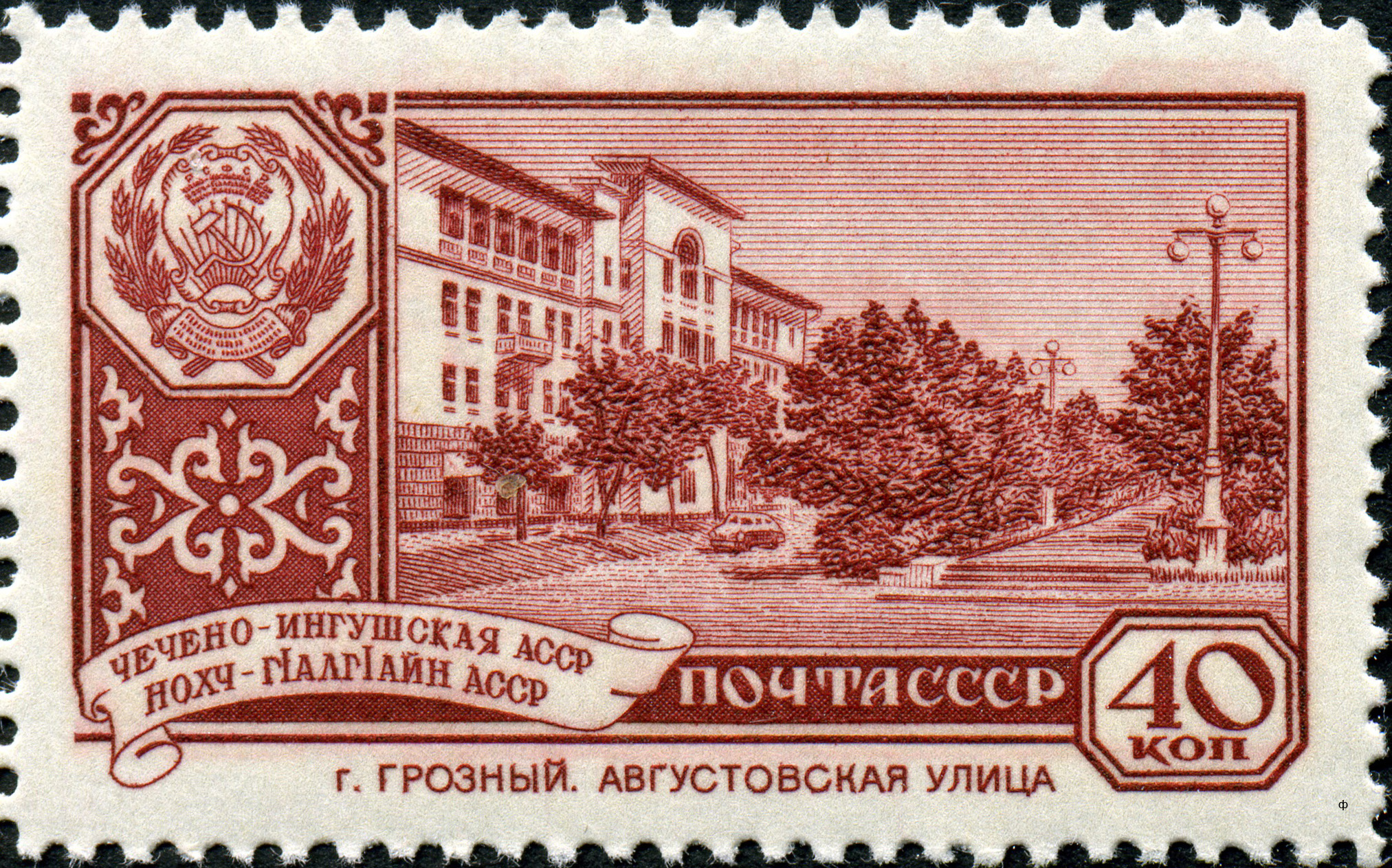
Чечено-Ингушская АССР, г. Грозный, Августовская улица, марка СССР 1960
«50 лет Чечено-Ингушской АССР». Почта СССР (1972)
«60 лет Чечено-Ингушской АССР». Почта СССР (1982)